# Maison Maurice Béjart Huis

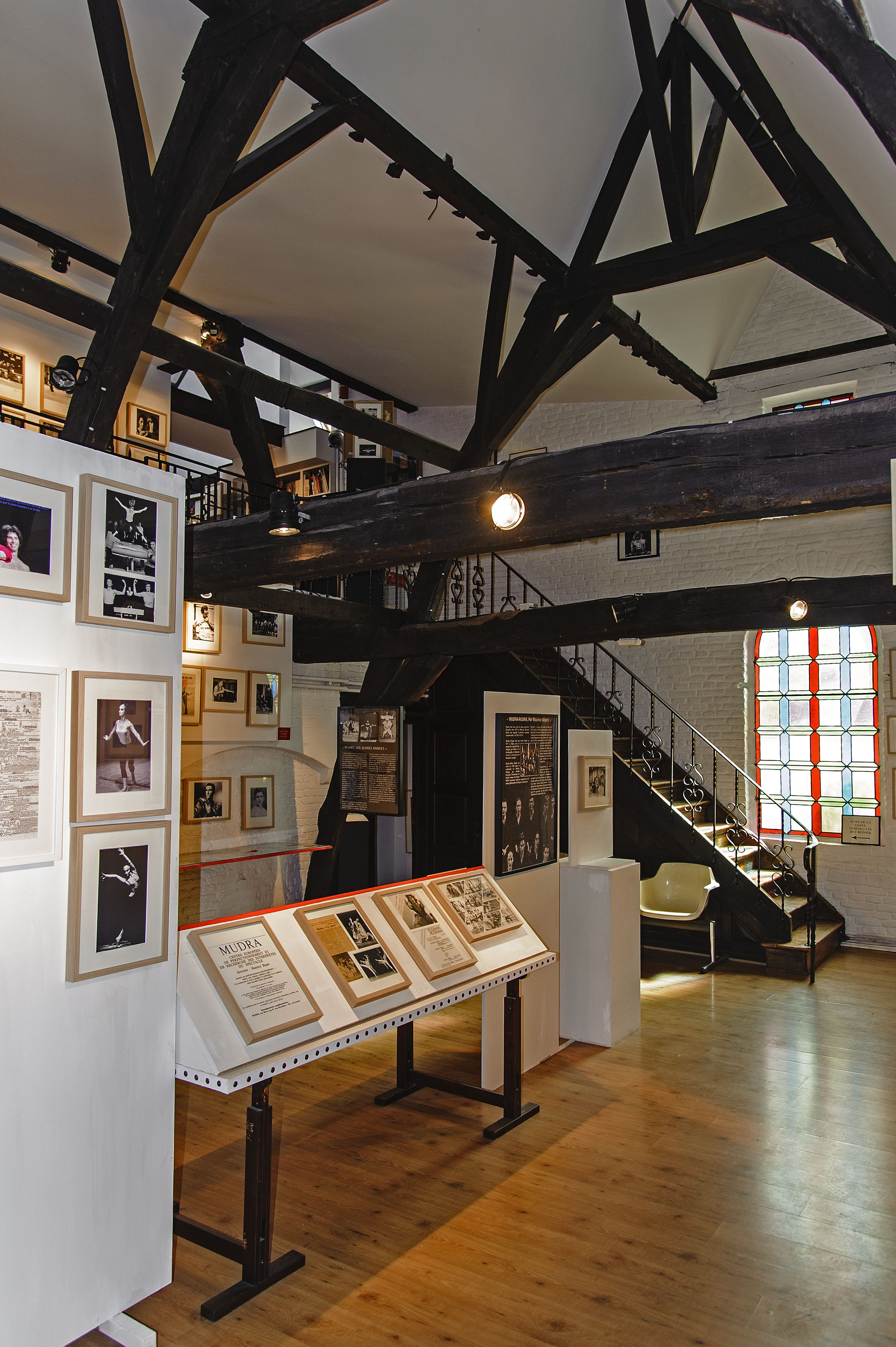
Maison Maurice Béjart Huis

Het Maison Maurice Béjart Huis (MMBH) is een Belgische stichting van openbaar nut die zich inzet om het werk van de Franse choreograaf Maurice Béjart te laten voortleven en de ontwikkeling van dans in het algemeen te stimuleren. Ze is tegelijk een museum, een permanente tentoonstellingsruimte, een documentatie- en archiefcentrum en een centrum voor choreografische creatie. Het Maison Maurice Béjart Huis is gevestigd in het pand in Brussel waar Maurice Béjart gedurende twee decennia heeft gewoond.

## Voorgeschiedenis
Het Maison Maurice Béjart Huis is gevestigd in de Greepstraat 49-51 te Brussel. Maurice Béjart vestigde zich in dat huis in 1963. Hij woonde er in een duplex onder het dakgebinte, en had achteraan een studio van driehonderd vierkante meter met daglicht. Het huis is gelegen vlak bij de Koninklijke Muntschouwburg (De Munt), zijn toenmalige werkgever. De choreograaf had met zijn vernieuwend werk de aandacht getrokken van Maurice Huisman, die Béjart de opdracht gaf Le Sacre du Printemps (1959) te creëren toen hij artistiek directeur werd van de Koninklijke Muntschouwburg. Het was een groot succes, en in 1960 richtte Béjart in Brussel het Ballet du XXe siècle op. Zijn choreografieën, die elkaar in Brussel snel opvolgden, vooraleer op wereldtournee te vertrekken, kenden veel bijval. In 1970 stichtte Maurice Béjart in Brussel ook de dansschool Mudra. Zijn Brusselse periode kwam in 1987 tot een einde na een conflict met Gerard Mortier, die in 1981 Maurice Huisman had opgevolgd als directeur. Béjart verliet Brussel en vertrok naar het Zwitserse Lausanne om daar een nieuw ensemble op te richten, het Béjart Ballet Lausanne. Hij overleed er op 22 november 2007.

## De opening
Het Maison Maurice Béjart Huis is een initiatief van o.a. Béjart-biograaf Michel Robert en schrijver Jacques De Decker. Zij richtten de stichting op in 2008. H.K.H. Prinses Léa van België, weduwe van prins Alexander van België, is meter van de stichting. De stichting heeft met de financiële steun van o.a. Beliris, het federaal-gewestelijk samenwerkingsakkoord, en de stad Brussel, van het huis in de Greepstraat een museaal documentatiecentrum gemaakt dat in november 2013 zijn deuren opende. In de gerestaureerde dansstudio gingen enkele maanden eerder het Conservatoire de danse Maurice Béjart en Studio 49 van start. Het Maison Maurice Béjart Huis werd in 2014 erkend als Musée en création (museum in opbouw) door de Franse Gemeenschap en in 2015 als museum door de Brusselse Museumraad.
Naar aanleiding van de opening was er een dispuut met de Fondation Maurice Béjart in Lausanne, die zichzelf de enige erfgenaam van de dansmeester noemde en niet aanvaardde dat het Maison Maurice Béjart Huis zich de naam en het werk van de choreograaf eigen maakte. De Fondation Maurice Béjart eiste ook de commerciële rechten op.

## Permanente tentoonstellingsruimte
Voorafgaand aan de opening van het pand in de Greepstraat organiseerde de stichting in oktober-november 2011 in het Rodinpaviljoen in Elsene reeds de tentoonstelling Maurice Béjart, vrij parcours - decors en kostuums (Maurice Béjart, parcours libre – décors et costumes). In de Greepstraat is sinds de opening in 2013 de permanente tentoonstelling Béjart, vrij parcours (Béjart, parcours libre) te zien dat een kijk biedt op het oeuvre van de choreograaf via o.a. originele programma's, foto's, tekeningen, schilderijen, manuscripten en video's. In juli 2014 werd de tentoonstelling uitgebreid met een aantal nieuwe tentoonstellingsstukken, onder meer Béjart, de jonge jaren (Béjart, les jeunes années), dat het eerste deel van Béjarts leven schetst (1927-1957). Naast de permanente tentoonstelling organiseert het Maison Maurice Béjart Huis ook regelmatig een tijdelijke tentoonstelling. In november 2014 opende zo Béjart-Noureev, een tentoonstelling waarin hulde wordt gebracht aan de samenwerking tussen Maurice Béjart en balletdanser Roedolf Noerejev bij de producties Le chant du compagnon errant en Le sacre du printemps. Die tentoonstelling is ondertussen permanent toegankelijk. In november 2015 opende vervolgens Béjart-Dali, over Maurice Béjarts ballet Gala en de operette La Dame espagnole et le chevalier romain (Soirée Dali-Scarlatti-Gala), en in november 2016 Duška Sifnios, stap voor stap, over de samenwerking met danseres Duška Sifnios die onder meer de première van Boléro danste. Het Maison Maurice Béjart Huis organiseert onder de noemer Béjart et l'Image ook regelmatig vertoningen van films die een band hebben met Maurice Béjart en zijn werk.

## Archief- en documentatiecentrum
Een deel van het archief van Maurice Béjart wordt bewaard door de Université Libre de Bruxelles (ULB). Samen met de ULB - Faculté de Philosophie et Lettres - Histoire et Histoire de l’Art / Sciences de l’Information et de la Communication worden de archieven van het Maison Maurice Béjart Huis gebruikt voor wetenschappelijke studies (verslagen, papers, theses, postdoctorale en andere onderzoeken) en voor het organiseren van wetenschappelijke activiteiten (conferenties, tentoonstellingen, opstellen van catalogi).

## Choreografisch centrum
Een van de hoofddoelstellingen van het Maison Maurice Béjart Huis bestaat erin dans te stimuleren bij jongeren in België. Daarom werd het Conservatoire de danse Maurice Béjart opgericht, waar dansers en choreografen uit de leerschool van Maurice Béjart in België nieuwe opvoeringen creëren.